# Ransford Osei
Ransford Osei (* 5. Dezember 1990 in Kumasi, Ghana) ist ein ghanaischer ehemaliger Fußballspieler.

## Vereinskarriere
Osei begann seine Profikarriere bei Kessben. Nach der Saison 2008/09 wechselte er zu der israelischen Mannschaft Maccabi Haifa. In der Saison 2009/10 hatte er in Israel 11 Einsätze und schoss zwei Tore. Die Saison 2009/10 verbrachte er auf Leihbasis beim FC Twente Enschede, kam dort aber nicht zum Einsatz. Zur Saison 2010/11 wechselte er zur zweiten Mannschaft von FC Granada.

## Nationalmannschaft
Osei debütierte am 11. August 2010 in einem Freundschaftsspiel gegen Südafrika in der ghanaischen Nationalmannschaft. Zuvor spielte er bereits für die U-20 und U-17 Ghanas.

## Erfolge
- Niederländische Meister: 2010
- Afrika-Cup-Teilnehmer: 2010
- U-20 WM-Teilnehmer: 2009